# Френк Джек Флетчер
Френк Джек Фле́тчер (англ. Frank Jack Fletcher; 29 квітня 1885—25 квітня 1973) — американський адмірал періоду Другої світової війни, командував з'єднаннями американського флоту в початковий період війни на Тихому океані. Племінник адмірала Френка Фрайдея Флетчера.

## Біографія
Військову кар'єру розпочав в 1902 році, поступивши в Військово-морську Академію. Закінчив академію 12 лютого 1906. В 1908 році, після двох років служби на морі, отримав звання молодшого лейтенанту флоту (англ. ensign). За видатну поведінку в бою за Веракрус у 1914 році він був нагороджений Медаллю Пошани. Під час Першої світової війни служив в Атлантичному Флоту США. У 1918 році отримав медаль «Військово-морський хрест». У період між війнами займав високі посади в штабах флоту, командував (з 1936 року) лінкором «Нью-Мексико», а потім (у 1939—1941 роках) дивізіонами крейсерів.
У січні 1942, в ранзі контр-адмірала (англ. rear admiral), прийняв командування американсько-австралійськими морськими силами, оперуючих на півдні Тихого океану. Його флагманським кораблем був авіаносець «Йорктаун». Брав участь в битвах у Кораловому морі, також за Мідвей. В битві за Мідвей отримав значну перемогу, не зважаючи на втрату свого флагманського авіаносця. У серпні того ж року, вже в званні віце-адмірала командував силами вторгнення під час висадки на Гуадалканал і Тулагі, а також провів переможну битву біля східних Соломонових островів. Успіхи в цих трьох битвах (у яких японський флот втратив 6 авіаносців) спричинили, до визнання Флетчера одним з найвидатніших адміралів Другої світової війни, хоч зустрівся також з критикою (головним чином адміралом Честером Німіцом, який вважав, що дії Флетчера мали бути рішучішими). Критика та була ймовірно однією з причин прийняття адміралом Ернестом Кінгом рішення щодо відкликанням Флетчера з функції командувача авіаносця «Саратога» після того як авіаносець був торпедований і пошкоджений японським підводним човном 31 серпня 1942. До завершення війни Флетчер не брав вже безпосередньої участі в бойових діях, лише виконував службу в командуванні морських сил (був в тому числі командувачем Північних сил Тихого океану). Отримав звання адмірала перед виходом на пенсію, в травні 1947 року.
Помер 25 квітня 1973 року у військово-морському шпиталі в Бетесді в штаті Меріленд. Похований на Національному Кладовищі в Арлінгтоні. Ім'ям адмірала Френка Флетчера названо спущений на воду в 1978 році есмінець «Флетчер» (DD-992).